# 索尔讷河 (瓦利耶尔河支流)
索尔讷河（法語：Sorne，法語發音：[sɔʁn]）是法国勃艮第-弗朗什-孔泰大区汝拉省的河流，是瓦利耶尔河的左支流，长13.9千米，发源自韦尔南图瓦，于孔达米讷流入瓦利耶尔河。